# 中国研究所
一般社団法人中国研究所（ちゅうごくけんきゅうじょ、英語: Institute of Chinese Affairs）は、1946年に戦後日本で最初に設立された中国専門の研究機関。

## 概要
1947年に社団法人として認可。2010年からは一般社団法人となった。各種研究会の開催、出版物の編集・発行、附属図書館の運営、講座・セミナーの開催などを行っている。以前は中国語研修学校を運営していた（1993年7月に分離）。現在の理事長は川上哲正、会長は田中哲二（中央アジア・コーカサス研究所所長）。現在の定期刊行物は『中国研究月報』と『中国年鑑』。附属図書館には橘樸の旧蔵書も所蔵されている。

## 沿革
- 1946年1月20日 - 東京・大塚にて設立総会
- 1947年3月 - 『中国研究所所報』創刊（のち『中国研究月報』と改題）
- 1947年3月31日 - 社団法人として文部省より認可、正式に成立
- 1951年5月　第6回所員総会で、中研から学会機能を分離し研究所としての性格を明確化するため現代中国学会（現、日本現代中国学会）設立を決議。
- 1951年11月 - 東京都千代田区九段一口坂に所屋本館を新築
- 1954年12月 - 附属図書館を増設
- 1955年5月 - 『中国年鑑』刊行開始
- 1966年4月 - 「中国語研修学校」を開設
- 1967年1月 - 臨時所員総会で平野義太郎ら日本共産党系とされる所員9名を除名
- 1982年4月 - 千代田区飯田橋に新築した所屋に移転
- 1993年7月 - 「中国語研修学校」を分離
- 1994年11月 - 文京区大塚に新築した現所屋に移転
- 2010年12月 - 公益法人改革関連3法に基づき社団法人から一般社団法人に変更

## 傘下の研究会
- 21世紀シルクロード研究会（1996年9月 - ）
- 日中経済交流史研究会（2000年6月 - 2020年2月）

## 組織

### 歴代理事長
1. 伊藤武雄（1969-1977年）
2. 斎藤秋男（1977-1982年）
3. 阪本楠彦（1982-1986年）
4. 山内一男、小島晋治、丸山松幸、太田勝洪（1993-1998年）
5. 田中信行、浜勝彦、杉山文彦（2012-2020年）
6. 川上哲正（2020年- ）

## 初期の主な関係者
- 石浜知行
- 伊藤武雄
- 岩村三千夫
- 幼方直吉
- 尾崎庄太郎
- 小野忍
- 小岩井浄
- 具島兼三郎
- 鹿地亘
- 芝寛
- 中西功
- 名和統一
- 野原四郎
- 平野義太郎（所長）
- 実藤恵秀
- 宮武謹一
- 三島一
- 米沢秀夫